# Tứ quark
Trong vật lý hạt, tứ quark (tiếng Anh: tetraquark) là một hạt meson giả thuyết tổ hợp từ bốn quark hóa trị. Về nguyên lý, trạng thái tổ hợp tứ quark có thể tồn tại trong Sắc động lực học lượng tử, lý thuyết hiện đại của tương tác mạnh. Mặc dù vậy, vẫn chưa có chứng cứ thực nghiệm cho thấy tồn tại trạng thái tứ quark cho tới ngày nay. Khi người ta phát hiện tồn tại bất kỳ một trạng thái tổ hợp 4 hạt quark nào thì chúng sẽ là một ví dụ của hạt hadron ngoại lai, nằm bên ngoài phạm vi phân loại của mô hình quark.
Năm 2003, một hạt cộng hưởng gọi là X(3872), tìm thấy trong thí nghiệm Belle ở Nhật Bản, đã được cho là một trạng thái của tứ quark. Tên gọi X là một tên tạm thời, ám chỉ rằng vẫn còn đó những câu hỏi về các tính chất của nó cần được kiểm nghiệm. Số đi theo là khối lượng của hạt theo MeV.
Năm 2004, hạt trạng thái DsJ(2632) đã được quan sát thấy trong SELEX của Fermilab và người ta nghĩ rằng nó là một ứng cử viên cho tứ quark.
Năm 2009, Fermilab thông báo là họ đã khám phá ra hạt cộng hưởng gọi là Y(4140), mà có thể là một trong các hạt tứ quark.
Năm 2010, hai nhà vật lý của trung tâm DESY và một nhà vật lý ở đại học Quaid-i-Azam thực hiện phân tích lại các đữ liệu thực nghiệm và họ thông báo là, trong liên hệ với hạt meson ϒ(5S) (một dạng của bottomonium), sự tồn tại của trạng thái tổ hợp bốn hạt quark là khá rõ ràng.